# The Journal of Chemical Thermodynamics
The Journal of Chemical Thermodynamics, abgekürzt J. Chem. Thermodyn., ist eine monatlich erscheinende wissenschaftliche Fachzeitschrift, deren Erstausgabe 1969 erschien. Die veröffentlichten Artikel decken hauptsächlich das Gebiet der experimentellen und theoretischen Thermodynamik ab.
Der Impact Factor lag im Jahr 2019 bei 2,888. Nach der Statistik des ISI Web of Knowledge wurde das Journal 2014 in der Kategorie Thermodynamik an siebenter Stelle von 55 Zeitschriften und in der Kategorie physikalische Chemie an 53. Stelle von 139 Zeitschriften geführt.
Chefredakteure sind W.E. Acree Jr. von der University of North Texas (Denton, Vereinigte Staaten), N. Kishore vom Indian Institute of Technology Bombay (Mumbai, Indien) und F. Woodfield von der Brigham Young University (Provo, Vereinigte Staaten).